# إخوة الروح الحرة
كان أخوة الروح الحرة من أتباع مجموعة فضفاضة من المعتقدات التي تعدها الكنيسة الكثلية هرطقة ولكن (أو على الأق) بعضُ المسيحيون وخاصة في البلدان المنخفضة وألمانيا وفرنسا وبوهيميا وشمال إيطاليا بين القرنين الثالث عشر والخامس عشر. عُرِّفت الحركة أول مرة في أواخر القرن الثالث عشر. ولم تكن حركة أو مدرسة فكرية واحدة، وقد سببت قلقًا كبيرًا بين قادة الكنيسة في ذلك الوقت. كان يُطلق على أتباعها أيضًا اسم الأرواح الحرة.
غالبًا ما استخدم المؤرخون مجموعة الأخطاء التي أدانها مرسوم Ad nostrum الصادر في مجمع فيين (1311–1312) لتصنيف المعتقدات الأساسية للمجموعة، على الرغم من وجود اختلاف كبير حول كيفية تعريف الهرطقة خلال تلك الحقبة، وكان حول مدى اعتناق الأفراد والجماعات المتهمين باعتناق المعتقدات جدل كبير (مثل مرغريت بوريت والمترهبن والمترهبنة وميستر إكهرت ) وجهات النظر المنسوبة إليهم. 